# Второй гуманистический манифест
Второй гуманистический манифест (англ. Humanist Manifesto II) — программный документ, подготовленный в 1973 году философом Полом Куртцем и унитарианским священником Эдвином Г. Уилсоном. Отражает позиции сторонников философии гуманизма XX века. Предшественник Третьего гуманистического манифеста (2003). 
Второй гуманистический манифест отражал, как указывали его авторы, произошедшие после издания Первого гуманистического манифеста «новые сдвиги и реальности мировой истории: распространение фашизма и его поражение во Второй мировой войне, раскол мира на две противоборствующие системы и создание мирового „социалистического лагеря“, холодная война и гонка вооружений, создание ООН, ускорение научно-технического прогресса, развитие демократического общества и укрепление движения за права человека на Западе на фоне улучшения материального благосостояния и качества жизни населения».
Авторы указывали на многочисленные опасности, угрожающие человеческому благополучию и даже самому существованию жизни на Земле, к которым они относят угрозу окружающей среде, перенаселённость, деятельность антигуманных учреждений, тоталитарные репрессии, возможность ядерной, биологической и химической катастрофы, распространение иррациональных культов и религиозных учений, проповедующих смирение и изоляцию.
В Манифесте содержался призыв ко всем людям Земли принять «комплекс общих принципов, способных служить основанием для совместных действий, то есть позитивных принципов, соотнесённых с современным состоянием человека», был предложен проект всемирного светского (секулярного) общества, целью которого, по их мнению, должна стать «реализация потенциала каждого человеческого индивида — не избранного меньшинства, но всего человечества».
В Манифесте была представлена точка зрения сторонников философии современного гуманизма на смысл жизни, гражданские свободы и демократию, отстаивались права человека на самоубийство, аборты, развод, эвтаназию и сексуальную свободу, признавалась возможность различных гуманистических подходов — как атеистического гуманизма (связанного с научным материализмом), так и либерально-религиозного (отрицающего традиционные религии)..
Большая часть предложений, высказанных в документе (такие, например, как противодействие расизму и распространению оружия массового поражения, решительная поддержка прав человека) — не вызывают никаких сомнений. Рекомендации по легализации разводов, контролю над рождаемостью, а также внедрению новых технологий ради улучшения качества жизни также находят широкую поддержку в западном обществе. Уже на практике реализована инициатива создания Международного суда. В то же время манифест также содержит ряд спорных позиций, и в первую очередь — поддержку права на аборт. 
Первоначально опубликованный с небольшим количеством подписей, текст документа был затем широко распространён и получил тысячи дополнительных подписей, а на веб-сайте Американской гуманистической ассоциации (АГА) размещён призыв к посетителям сайта ставить под документом всё новые подписи. Специальная оговорка о том, что каждый подписывающий не обязательно должен соглашаться со всеми и каждым тезисом, а может лишь поддерживать общую идею, несомненно, помогло многим преодолеть сомнения и добавить своё имя. Среди прочих, манифест подписали Айзек Азимов, Ганс Юрген Айзенк, Александр Есенин-Вольпин, Артур Данто, Фрэнсис Крик, Гуннар Мюрдаль, Жан-Франсуа Ревель, Аса Филип Рэндольф, Андрей Сахаров, Светозар Стоянович, Энтони Флю, Бетти Фридан, Джулиан Хаксли, Сидни Хук.
Среди часто цитируемых положений манифеста 1973 года можно особо выделить два: «Никакое Божество не спасёт нас, мы должны спасти себя сами» и «Мы ответственны за то, какие мы есть и какими мы станем».
Полный оригинальный текст манифеста, а также список всех подписавших доступны на сайте Американской гуманистической ассоциации.
Краткую информацию об истории создания документов, носящих общее название «Гуманистический манифест», можно найти здесь.